# Luiz Eduardo Ramos
Luiz Eduardo Ramos Baptista Pereira GCMM • GCMD (Rio de Janeiro, 12 de junho de 1956), é um general do Exército Brasileiro, que foi ministro-chefe da Secretaria-Geral da Presidência da República até 31 de dezembro de 2022. Anteriormente, foi ministro-chefe da Secretaria de Governo e ministro-chefe da Casa Civil.
É sogro do ex-ministro da Infraestrutura, Marcelo Sampaio.

## Carreira

### Militar
Ingressou na carreira militar em 8 de março de 1973, na Escola Preparatória de Cadetes do Exército, tendo sido declarado aspirante a oficial da arma de infantaria em 14 de dezembro de 1979, na Academia Militar das Agulhas Negras. Foi promovido a 2.º tenente em 31 de agosto de 1980, a 1.º tenente em 25 de dezembro de 1981 e a capitão em 25 de dezembro de 1985. Nesse período, serviu na Brigada de Infantaria Paraquedista e realizou os cursos de Comandos e Forças Especiais.
Em 1989, realizou o curso de aperfeiçoamento de oficiais na Escola de Aperfeiçoamento de Oficiais, sendo em seguida instrutor da Academia Militar das Agulhas Negras (AMAN). Ascendeu ao posto de major em 25 de dezembro de 1992. Foi observador militar na ex-Iugoslávia, participando da UNPROFOR.
Cursou a Escola de Comando e Estado-Maior do Exército e voltou a ser instrutor da AMAN, sendo promovido a tenente-coronel em 31 de agosto de 1997. Foi assessor parlamentar no Gabinete do Comandante do Exército. Promovido a coronel em 31 de agosto de 2003, comandou o 8º Batalhão de Infantaria Motorizado, em Santa Cruz do Sul-RS e foi adido militar em Israel. Ao retornar ao Brasil, foi Chefe do Estado-Maior da Brigada de Infantaria Paraquedista e assistente do Chefe do Departamento de Educação e Cultura do Exército.
Ascendeu a General de Brigada em 31 de março de 2010, sendo designado comandante da 8.ª Brigada de Infantaria Motorizada, em Pelotas. Na sequência, comandou a Missão das Nações Unidas para a Estabilização no Haiti e a 11.ª Região Militar, em Brasília. Promovido a general de divisão em 31 de março de 2014, comandou a 1.ª Divisão de Exército no Rio de Janeiro e foi vice-chefe do Estado-Maior do Exército.
Foi promovido ao posto atual em 25 de novembro de 2017, sendo Comandante Militar do Sudeste entre 3 de maio de 2018 e 3 de julho de 2019.
Em 16 de julho de 2020, foi transferido para a reserva remunerada, em decisão assinada por Jair Bolsonaro.

### Política
Em 13 de junho de 2019 foi nomeado ministro-chefe da Secretaria de Governo do Brasil (Segov), do governo Bolsonaro. Assumiu o cargo em 4 de julho de 2019.
Em outubro de 2020, testou positivo para a COVID-19.
Em 29 de março de 2021, foi designado ministro-chefe da Casa Civil da Presidência.
Em 28 de julho de 2021, foi nomeado para o cargo de ministro-chefe da Secretaria-Geral da Presidência da República.